# Hy Lạp cổ điển
Hy Lạp cổ điển là một nền văn hóa có ảnh hưởng sâu sắc đến văn hóa La Mã cổ đại và vẫn còn tác dụng trên các nền văn minh phương Tây. Phần lớn các tư tưởng chính trị, tư tưởng nghệ thuật, khoa học và văn học đều xuất phát từ xã hội cổ đại. Trong bối cảnh nghệ thuật, văn hóa, kiến trúc của Hy Lạp cổ đại, thời kỳ này tương ứng với khoảng thời gian thế kỷ thứ 5 trước Công Nguyên. (từ sự sụp đổ của chế độ Bạo chúa Athena vào năm 510 trước Công Nguyên cho đến cái chết của Alexandros Đại đế vào năm 323 trước Công Nguyên). Thời kỳ cổ điển này tiếp nối sau thời kỳ Cổ xưa của Hy Lạp và được thay thế bởi thời kì Hy Lạp hóa.

## Thế kỷ 5 TCN
Từ quan điểm Văn hóa Athena trong Hy Lạp cổ điển, thời kỳ được cho là thời kỳ xâm phạm trong thế kỷ 5 TCN, 4 TCN. Thế kỷ này chủ yếu được nghiên cứu theo cách nhìn nhận của người Athena vì người Athena đã để lại cho chúng ta những bài tường thuật, kịch, và các tác phẩm văn học khác so với hầu hết các quốc gia Hy Lạp cổ đại khác. Trong bối cảnh này, người ta có thể xem xét rằng sự kiện quan trọng đầu tiên của thế kỷ này xảy ra vào năm 510 trước Công nguyên, với sự sụp đổ của chế độ bạo chúa Athen và những cải cách của Cleisthenes. Tuy nhiên, một cái nhìn rộng lớn hơn về toàn thể thế giới Hy Lạp có thể bắt đầu cuộc khởi nghĩa của người Ionia vào năm 500 trước Công nguyên, sự kiện này đã kích động các cuộc xâm lược Ba Tư vào năm 492 trước Công nguyên. Người Ba Tư (được gọi là "Media") cuối cùng đã bị đánh bại trong năm 490 trước Công Nguyên. Một thất bại thứ hai của người Ba Tư xảy ra trong những năm 481-479 trước Công nguyên. Liên minh Delios sau đó được hình thành, dưới quyền bá chủ của Athena và như một công cụ của Athena. Sự bá quyền của Athena đã gây ra một vài cuộc nổi dậy trong số các thành phố đồng minh, nhưng tất cả đều bị dập tắt bằng vũ lực. Nhưng người Athens cuối cùng lại là động lực đánh thức Sparta và dẫn đến chiến tranh Peloponneses vào năm 431 trước Công nguyên. Sau khi cả hai phe đã kiệt sức, một nền hòa bình ngắn đã được ký kết, nhưng sau đó chiến tranh lại tiếp tục với lợi thế cho Sparta. Athen cuối cùng đã bị đánh bại hoàn toàn vào năm 404 TCN.

## Cleisthenes
Năm 510 trước Công nguyên, quân đội Sparta đã giúp người Athen lật đổ vua của họ, bạo chúa Hippias, con trai của Peisistratos. Cleomenes I, vua của Sparta, thay vào đó bằng một nhóm quý tộc thân Sparta đứng đầu bởi Isagoras. Tuy nhiên, Cleisthenes đối thủ của ông ta, với sự ủng hộ của tầng lớp trung lưu và phe dân chủ, đã cố gắng để nắm lấy chính quyền. Cleomenes đã can thiệp vào tình hình trong năm 508 và 506 trước Công nguyên, nhưng ông ta cũng không thể ngăn chặn được Cleisthenes, bây giờ được người Athen ủng hộ.